# Jack Kilby

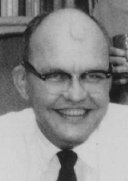
Jack Kilby in den frühen 1960er Jahren

Jack St. Clair Kilby (* 8. November 1923 in Jefferson City, Missouri; † 20. Juni 2005 in Dallas, Texas) war ein US-amerikanischer Ingenieur. Er gilt zusammen mit Robert Noyce als Erfinder der integrierten Schaltung – wofür er den Nobelpreis für Physik erhielt – und wird als „Vater des Mikrochips“ bezeichnet.

## Leben und Werk
Kilby wurde in Jefferson City, Missouri, geboren. Den größten Teil seiner frühen Jahre verbrachte er in Great Bend in Kansas und beendete dort auch die High School.
Seinen Bachelor of Science erhielt er 1947 an der University of Illinois at Urbana-Champaign in Elektrotechnik. Seinen Master machte er 1950 an der University of Wisconsin, während er gleichzeitig in Milwaukee für Centralab arbeitete, einem Teil der Globe Union Inc.
1958 begann er seine Arbeit bei Texas Instruments, wo er als Neueinsteiger keinen Sommerurlaub hatte. Er hatte das Labor für sich und seine Überlegungen allein. Dies brachte ihm Zeit, um sich mit der Tyranny of numbers zu beschäftigen, worunter man damals im Computerdesign das Problem verstand, dass neue Designs immer mehr Komponenten aufwiesen, die sich immer schwieriger verdrahten ließen. Er kam zu dem Schluss, dass eine Lösung durch die Verwendung von Halbleitern möglich sei. Am 24. Juli 1958 beschrieb er in seinem Labortagebuch erstmals seine Idee, Transistoren, Widerstände und Kondensatoren zu einem Bauteil zusammenzufügen.
Am 12. September 1958 präsentierte er ein erstes Exemplar einer funktionierenden Schaltung auf einem Halbleiter. Nicht viel mehr als ein Stück Germanium mit einigen Kabeln auf einem Stück Glas, etwa so groß wie eine Büroklammer, war alles, was zuerst zu sehen war. Als Kilby einen Schalter drückte, erschien auf dem Oszilloskop eine endlose Sinuskurve. Damit sahen die Anwesenden, unter ihnen auch der Chef von Texas Instruments, Mark Shepherd, dass das Problem gelöst war. Am 6. Februar 1959 wurde das Patent US 3.138.743 für den ersten integrierten Schaltkreis eingereicht. Der Prototyp blieb erhalten und befindet sich in Privatbesitz.
Zunächst war den integrierten Schaltkreisen kein kommerzieller Erfolg beschieden, aber im Jahr 1966 setzte Kilby sie erstmals beim Bau von Taschenrechnern ein. Die von da an stattfindende technische Entwicklung hin zu immer kleineren und leistungsfähigeren „Chips“ erstaunte und erfreute selbst Kilby.
Von 1958 bis 1970 arbeitete er bei Texas Instruments und wurde dann beurlaubt, um als unabhängiger Erfinder weiterarbeiten zu können. Von 1978 bis 1984 war er Professor für Elektrotechnik an der Texas A&M University.
2000 erhielt er zusammen mit dem Deutsch-Amerikaner Herbert Kroemer und dem Russen Schores Iwanowitsch Alfjorow den Nobelpreis für Physik für seinen Beitrag zur Entwicklung des Integrierten Schaltkreises (IC). Während seines Lebens ließ er 60 seiner Erfindungen patentieren und gilt auch als Erfinder des Taschenrechners und der Thermodrucker. In seinen letzten Jahren beschäftigte er sich mit der Solarenergietechnik.
Das Labor, in dem Kilby 1958 arbeitete, gilt in Texas als historische Gedenkstätte. Seine Erfindung des integrierten Schaltkreises ist die Basis der heutigen Elektronik. Im Jahre 2004 wurden ICs im Werte von 179 Milliarden Dollar verkauft. Sie wurden in Geräte eingebaut, die zusammen einen Wert von 1186 Milliarden US-Dollar repräsentieren.
Kilby starb am 20. Juni 2005 an einem Krebsleiden.
Die IEEE Jack S. Kilby Signal Processing Medal ist nach ihm benannt.

## Auszeichnungen
- 1967: Mitglied der National Academy of Engineering.[4]
- 1970: Nationale Auszeichnungen der Wissenschaft der USA.
- 1982: Aufnahme in die National Inventors Hall of Fame der Erfinder der USA.
- 1986: IEEE Medal of Honor
- 2000: Physik-Nobelpreis.
- 2001: Mitglied der American Philosophical Society.[5]

## Veröffentlichungen
- Jack S. Kilby: Invention of the integrated circuit. In: IEEE Transactions on Electron Devices. Band 23, Nr. 7, 1976, S. 648–654, doi:10.1109/T-ED.1976.18467 (PDF beim Computer History Museum [abgerufen am 23. Juni 2014]).